# Karl Michael Gutenberger
Karl Michael Gutenberger né le 18 avril 1905 à Essen, mort le 8 juillet 1961 est un homme politique allemand et un officier SS-Obergruppenführer. Il fut Höherer der SS und Polizeiführer de la région Ouest à Düsseldorf.

## Carrière
En 1925 il entre dans la SA. En juillet 1932 il est élu député du Reichstag de la République de Weimar pour le parti nazi jusqu'en 1933. Il est de nouveau député sous les quatre législatures du Troisième Reich de 1933 à 1945. En 1938 il est nommé chef de la police de l'état de Duisbourg. En novembre 1939 il est chef de la police à Essen. En juin 1940 il est transféré de la SA vers la SS. En mai 1941 il est nommé HSSPF de la région West (Ouest) jusqu'en mai 1945.
En 1943 il traverse une période de fatigue psychique et Himmler l'envoie se reposer quatre semaines dans un sanatorium pour SS.
En septembre 1944 il convoque le chef de la Gestapo d'Aix-la-Chapelle et lui intime l'ordre d'exécuter sommairement et sans jugement les pillards, déserteurs et autres racailles capturés après l'évacuation quasi complète de la ville .